# Danny Red
Daniel Clarke dit Danny Red, né à Londres en 1962, est un auteur-compositeur-interprète de Reggae britannique.

## Biographie
Ayant passé une partie de son enfance en Jamaïque, il s'y passionne pour le reggae. Il apparait sur la scène londonienne en 1980 sous le nom de Danny Dread comme deejay. 
En 1993, il signe un contrat avec Columbia Records et sort sous ce label l'album Riddimwize en 1994. Il fait alors en 1995 les premières parties de Lucky Dube et est élu cette année-là au British Reggae Industry Awards Roots and Culture Artist.
Danny Red travaille aussi avec Mafia & Fluxy et a participé à l'album de Leftfield Leftism (1995). 

## Discographie
Albums
- I Don't Care, Roots, 1993
- Riddimwize, Columbia, 1994
- Past and Present, Cou$ins, 2008
- Iteopian Rock, Gussie P, 2008
- Red And Conscious, Ababajahnoi, 2016

Singles
- Original Formula, Conscious Sounds (1991)
- Armagideon, Nuff Tuff Music (1991)
- Riddim Wize EP, Dredbeat (1993)
- Jah Is Here, Abba Jahnoi (1993)
- Teaser, Dredbeat (1993) (Gospel Fish & Danny Red)
- Riddimwize, Columbia (1994)
- Rise Up, Columbia (1995)
- Rolling Stone, Columbia (1995)
- Be Grateful, Columbia (1995)
- Give Jah Praise, Sip A Cup (2005)
- Be Grateful, Cou$ins (2006)
- Something Wrong, Cou$ins (2007)
- Little More High Grade, Sip A Cup (2008)
- Let I Live, High Steppers (2009)
- It's Your Choice, King Shiloh (2009)
- Jah Jah Me, Inner Sanctuary (2011)
- Jahovah, Ababajahnoi (2012)
- I See the Light, Ababajahnoi (2012)
- Sha-La-La-La, King Shiloh (2012)
- Rasta we rasta, Youths & Truth (2014)
- Calling For Roots, Chouette Records (2016)